# Hratchia Adjarian
Hratchia Adjarian (en arménien Հրաչյա Աճառյան), né le 8 mars 1876 à Constantinople et mort le 16 avril 1953 à Erevan, est un linguiste arménien spécialisé dans l'étude de l'arménien et de ses dialectes. 
Il est considéré comme le fondateur de la dialectologie arménienne. Sa thèse de doctorat (1909) est dirigée par Antoine Meillet. Une université d'Erevan porte aujourd'hui son nom.
En 1896, en compagnie d'autres intellectuels dont Yervand Lalayan il fonde à Chouchi le périodique Azgagrakan Handes (arménien : Ազգագագրական Հանդես, « Revue Ethnographique » ).

## Publications
- Croisements de mots en arménien, Mémoires de la Société de Linguistique - n° X, Paris, 1898
- Étude sur la langue laze, Mémoires de la Société de Linguistique - n° X, Paris, 1898
- Les explosives de l’ancien arménien, La Parole ou Revue internationale de Rhinologie, Otologie, Laryngologie et Phonétique expérimentale, Paris, 1899
- Gutturales issues de semi-occlusives par dissimilation, Mémoires de la Société de Linguistique - n° XIV, Paris, 1906-1908
- Étymologies arméniennes, Mémoires de la Société de Linguistique - n° XV, Paris, 1908-1909
- Classification des dialectes arméniens, Champion, Paris, 1909
- Recueil de mots kurdes en dialecte de Novo-Bayazet, Mémoires de la Société de Linguistique - n° XVI, Paris, 1909-1911
- Étymologies arméniennes (suite), Mémoires de la Société de Linguistique - n° XX, Paris, 1918
- Étymologies arméniennes, REArm/III, Librairie Paul Geuthner, Paris, 1923
- Hayeren Armadagan pararan, Erevan, 1926-1935 (Dictionnaire étymologique arménien)
- Grammaire complète de l'arménien